# Wiley Blount Rutledge

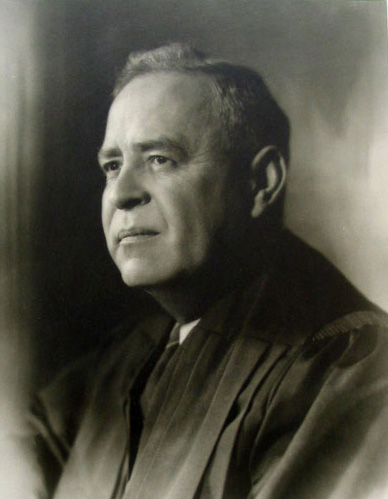
Wiley Blount Rutledge

Wiley Blount Rutledge, Jr. (* 20. Juli 1894 in Cloverport, Breckinridge County, Kentucky; † 10. September 1949 in York, Maine) war ein US-amerikanischer Jurist und Richter am Obersten Gerichtshof der Vereinigten Staaten.

## Biografie
Nach dem Abschluss der Maryville College Prep begann er 1910 ein Studium am Maryville College, das er 1913 an der University of Tennessee fortsetzte und 1914 an der University of Wisconsin–Madison abschloss. Im Anschluss war er als Lehrer an einer High School tätig, ehe er ein postgraduales Studium der Rechtswissenschaften an der Law School der Indiana University begann. Nach der Beendigung dieses Studiums an der Law School an der University of Colorado wurde er dort zum Professor für Rechtswissenschaften berufen.
1930 wurde er zunächst Dekan der Juristischen Fakultät der Washington University in St. Louis und war danach zwischen 1935 und 1939 Dekan der Juristischen Fakultät der University of Iowa. Danach erfolgte seine Berufung zum Richter an das Bundesberufungsgericht (US Court of Appeals) für den District of Columbia.
Am 15. Februar 1943 wurde Rutledge von US-Präsident Franklin D. Roosevelt als Nachfolger von James F. Byrnes zum Beisitzenden Richter (Associate Justice) an den Obersten Gerichtshof der Vereinigten Staaten berufen. Seine Ernennung war die achte und zugleich letzte Ernennung während Roosevelts zwölfjähriger Präsidentschaft. Einer seiner Gerichtsschreiber war John Paul Stevens, der zwischen 1975 und 2010 ebenfalls Beisitzender Richter am Supreme Court war. Nach einem Schlaganfall fiel der für seine liberalen Positionen bekannte Rutledge am 2. September 1949 ins Koma und starb acht Tage später. Sein Nachfolger als Associate Justice wurde Sherman Minton.